# Entraîneur de l'année du championnat d'Angleterre de football

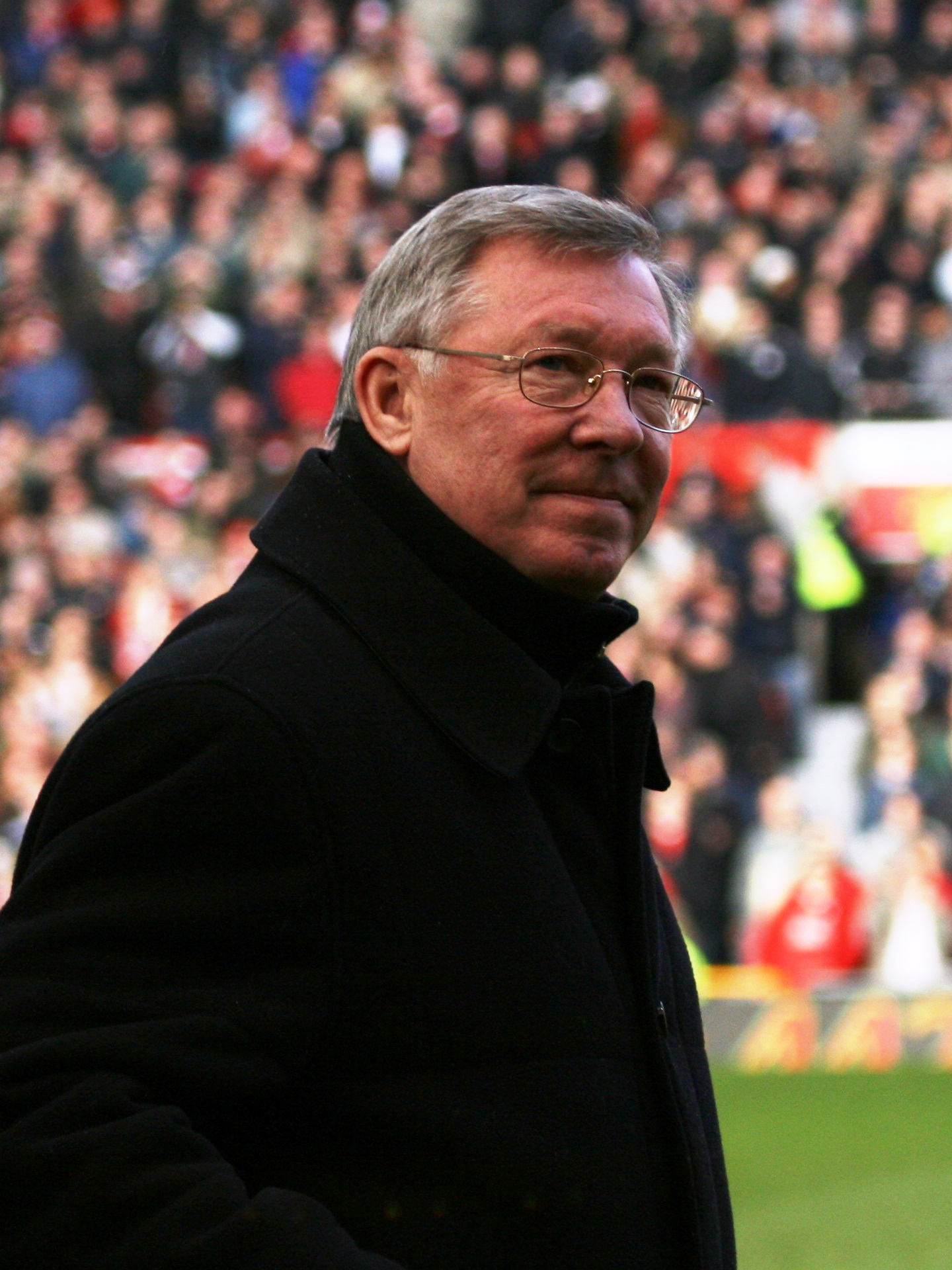
Alex Ferguson, onze fois récompensé.

Le titre d'entraîneur de l'année du Championnat d'Angleterre de football (en anglais : Premier League Manager of the Season) est la récompense annuelle récompensant le meilleur manager de Premier League, le plus haut niveau du football en Angleterre.

## Historique

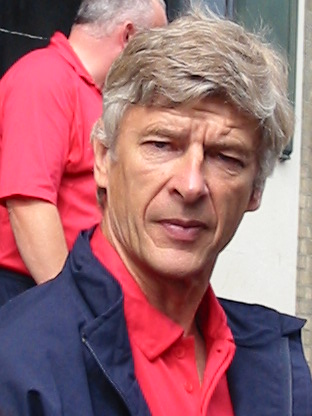
Arsène Wenger mythique entraîneur d'Arsenal. 3 fois récompensé.

Le choix est réalisé par un panel rassemblé par le sponsor du championnat. La première édition du trophée est remise en 1994, à l'instigation de Carling, premier sponsor de la Premier League. Alex Ferguson, premier vainqueur, l'a remporté à onze reprises. Arsène Wenger est le premier non-britannique à être récompensé. José Mourinho est le premier, excepté Ferguson, à être élu deux années d'affilée. Trois managers le remportent alors qu'ils ne sont pas champions : George Burley en 2001, après la cinquième place d'Ipswich Town, Harry Redknapp en 2010, après le retour de Tottenham dans le top 4, Alan Pardew en 2012, avec Newcastle United, et Tony Pulis en 2014, avec Crystal Palace.

## Palmarès

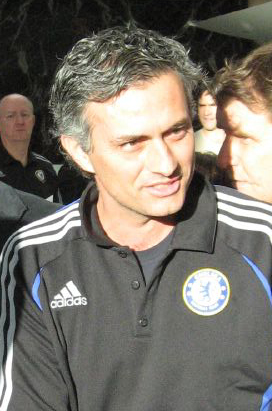
José Mourinho, trois fois couronné meilleur entraîneur du championnat, à chaque fois avec Chelsea.

Entre parenthèses, le nombre de trophées par entraîneur, pays et club.
| Saison    | Manager            | Nationalité    | Club                   | Ref    |
| --------- | ------------------ | -------------- | ---------------------- | ------ |
| 1993-1994 | Alex Ferguson      | Écosse         | Manchester United      | [ 1 ]  |
| 1994-1995 | Kenny Dalglish     | Écosse (2)     | Blackburn Rovers       | [ 2 ]  |
| 1995-1996 | Alex Ferguson (2)  | Écosse (3)     | Manchester United (2)  | [ 1 ]  |
| 1996-1997 | Alex Ferguson (3)  | Écosse (4)     | Manchester United (3)  | [ 1 ]  |
| 1997-1998 | Arsène Wenger      | France         | Arsenal                | [ 3 ]  |
| 1998-1999 | Alex Ferguson (4)  | Écosse (5)     | Manchester United (4)  | [ 1 ]  |
| 1999-2000 | Alex Ferguson (5)  | Écosse (6)     | Manchester United (5)  | [ 1 ]  |
| 2000-2001 | George Burley      | Écosse (7)     | Ipswich Town           | [ 4 ]  |
| 2001-2002 | Arsène Wenger (2)  | France (2)     | Arsenal (2)            | [ 3 ]  |
| 2002-2003 | Alex Ferguson (6)  | Écosse (8)     | Manchester United (6)  | [ 1 ]  |
| 2003-2004 | Arsène Wenger (3)  | France (3)     | Arsenal (3)            | [ 3 ]  |
| 2004-2005 | José Mourinho      | Portugal       | Chelsea                | [ 5 ]  |
| 2005-2006 | José Mourinho (2)  | Portugal (2)   | Chelsea (2)            | [ 5 ]  |
| 2006-2007 | Alex Ferguson (7)  | Écosse (9)     | Manchester United (7)  | [ 1 ]  |
| 2007-2008 | Alex Ferguson (8)  | Écosse (10)    | Manchester United (8)  | [ 1 ]  |
| 2008-2009 | Alex Ferguson (9)  | Écosse (11)    | Manchester United (9)  | [ 1 ]  |
| 2009-2010 | Harry Redknapp     | Angleterre     | Tottenham Hotspur      | [ 6 ]  |
| 2010-2011 | Alex Ferguson (10) | Écosse (12)    | Manchester United (10) | [ 1 ]  |
| 2011-2012 | Alan Pardew        | Angleterre     | Newcastle United       | [ 7 ]  |
| 2012-2013 | Alex Ferguson (11) | Écosse (13)    | Manchester United (11) | [ 1 ]  |
| 2013-2014 | Tony Pulis         | Pays de Galles | Crystal Palace         | [ 8 ]  |
| 2014-2015 | José Mourinho (3)  | Portugal (3)   | Chelsea (3)            | [ 5 ]  |
| 2015-2016 | Claudio Ranieri    | Italie         | Leicester City         | [ 9 ]  |
| 2016-2017 | Antonio Conte      | Italie (2)     | Chelsea (4)            | [ 10 ] |
| 2017-2018 | Pep Guardiola      | Espagne        | Manchester City        | [ 11 ] |
| 2018-2019 | Pep Guardiola (2)  | Espagne (2)    | Manchester City (2)    | [ 11 ] |
| 2019-2020 | Jürgen Klopp       | Allemagne      | Liverpool              | [ 12 ] |
| 2020-2021 | Pep Guardiola (3)  | Espagne (3)    | Manchester City (3)    | [ 13 ] |
| 2021-2022 | Jürgen Klopp (2)   | Allemagne (2)  | Liverpool (2)          |        |
| 2022-2023 | Pep Guardiola (4)  | Espagne (4)    | Manchester City (4)    |        |
| 2023-2024 | Pep Guardiola (5)  | Espagne (5)    | Manchester City (5)    |        |